# Alive and Dead
Albums de Six Feet Under
Haunted
(1995) Warpath
(1996)
Alive and Dead est un EP de Six Feet Under.

## Liste des titres
1. Insect - 2 min 59 s
2. Drowning - 3 min 03 s
3. Grinder - 4 min 02 s
4. Suffering in Ecstacy - 2 min 35 s, (live de Pratteln, Suisse, 12 juillet 1996)
5. Human Target - 3 min 10 s, (live de Pratteln, Suisse, 12 juillet 1996)
6. Lycanthropy - 4 min 30 s, (live de Pratteln, Suisse, 12 juillet 1996)
7. Beneath a Black Sky - 3 min 01 s (live de Hengelo, Pays-Bas, le 21 juin 1996)

## Membres du groupe
- Chant : Chris Barnes
- Guitare : Allen West
- Batterie : Greg Gall
- Basse : Terry Butler